# Каменская (протока)
Каменская (протока Большакова 1-я) — река на полуострове Камчатка в России. Протекает по территории Усть-Камчатского района. Длина реки — 30 км.
Берёт начало в реке Камчатка к юго-западу от прибрежной горы Каменные Холмы. Течёт среди болот и многочисленных озёр в общем восточном направлении. Через 20 км, после озера Большакова идет дальше уже как протока Большакова 1-я, которая вновь впадает в реку Камчатка слева на расстоянии 114 км от её устья на высоте 2,8 метра над уровнем моря. Скорость течения воды 0,7 м/с.
По данным государственного водного реестра России относится к Анадыро-Колымскому бассейновому округу. Код водного объекта — 19070000112020000017384.